# 8-Hloroteofilin
8-Hloroteofilin (1,3-dimetil-8-hloroksantin) je stimulansni lek iz ksantinske hemijske klase. On se kombinuje sa drugim lekovima da formira stabilne soli, kao što je dimenhidrinat.